# Berusad.org
Berusad.org var en svenskspråkig, finlandssvensk webbcommunity främst ämnad för ungdomar. Den största delen av medlemmarna ligger i åldersgruppen 13 till 30 år. Från början var Berusad.org endast ett hobbyprojekt, men med tiden fick communityn fler och fler medlemmar, och var i oktober 2008 uppe i närmare 17 000 besök om dagen. (April 2007 var det 11 000 besök om dagen). I oktober 2007 erhöll grundarna Johnny Härtell och Tom Israels Mittnordiska ungdomskulturpriset om 2700 euro. I juni 2008 kom en finskspråkig version av communityn; tuubassa.fi.